# Johann Rebhan

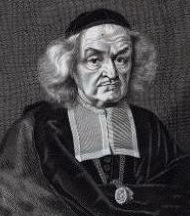
Johann Rebhan

Johann Rebhan, auch Johannes Rebhan (* 14. Februar 1604 in Römhild; † 30. September 1689 in Straßburg), war ein deutscher Jurist und Theologe.

## Leben
Johann Rebhan wurde als erster Sohn des Theologen Nikolaus Rebhan und dessen Frau Dorothea († 1640) in Römhild (Fürstentum Sachsen-Coburg) geboren. Bis 1621 besuchte er das Gymnasium Casimirianum in Coburg und studierte anschließend Jura und Theologie – zunächst in Jena und Altdorf, dann in Straßburg, wo er zum Doktor beider Rechte (Dr. iur. utr.) promoviert wurde. 1637 wurde er als Professor an die juristische Fakultät der Universität Straßburg berufen. Ab 1644 war Rebhan zudem Propst an der Straßburger Thomaskirche. 1662 ernannte Leopold I. ihn zum Kaiserlichen Hofpfalzgrafen (Comes Palatinus Caesareus).
Im Juni 1639 heiratete Rebhan Ursula Spener († 1667); sein Neffe war der Theologe Philipp Jacob Spener. Während seiner Studienzeit in Straßburg wohnte Spener in Rebhans Haus und wurde maßgeblich von ihm gefördert.
1683 erwarb Johann Rebhan einen Teil des 1591 errichteten Hôtel de l’intendance an der Pont Saint Martin; 1692 wurde seine umfangreiche Privatbibliothek in den Bestand der Straßburger Universitätsbibliothek überführt.

## Schriften (Auswahl)
- Hypotyposis et summaria delineatio quaestionis, quae uxor mercatrix (1639)
- De mulcta (1656)
- Disputatio de beneficiis iuris civilis (1658)
- Meletemata iuridica de potestate tutorum et curatorum in pupillos et minores (1658)
- Disputatio iuridica de cautione quasi usufructuaria civili sive decretali (1659)
- De iure senum senectutisque privilegiis (1663)
- De iure sepulcrorum (1665)
- Nobilem quartarum trigam (1667)
- Disputatio iuridica de interdictis (1670)
- De stipulationibus (1671)